# Massacre de Koshobe
Le massacre de Koshobe, ou massacre de Zabarmari a lieu le 28 novembre 2020 pendant l'insurrection de Boko Haram.

## Déroulement
Le massacre a lieu le 28 novembre 2020, alors que des élections locales, devant designer des représentants et conseillers régionaux des 27 circonscriptions de l'État de Borno, ont lieu pour la première fois depuis le début de l'insurrection de Boko Haram en 2009. En début d'après-midi, des djihadistes à motos attaquent des hommes et des femmes qui travaillent dans les champs à Koshobe, à 10 kilomètres de Maiduguri. Les tueries ont lieu dans une rizière, dans des champs et dans des zones marécageuses. 
Le lendemain, 43 corps sont enterrés dans le village voisin de Zabarmari, en présence du gouverneur de l'État du Borno, Babaganan Umara Zulum,. Parmi les victimes figurent des ouvriers agricoles originaires de l'État de Sokoto, situé plus à l'ouest, venus chercher du travail dans la région.

## Bilan
L'attaque est la plus meurtrière contre des civils depuis le début de l'année 2020 au Nigeria. Le 29 novembre, le coordinateur humanitaire de l'ONU au Nigeria, Edward Kallon, annonce que le bilan du massacre est d'au moins 110 civils tués et de nombreux blessés. Le lendemain, l'ONU revient cependant sur son bilan en ne confirmant finalement que « plusieurs dizaines » de morts. 
De son côté, le ministre de l'information de l'État de Borno, Babakura Abba Jatau, annonce que 76 corps ont été enterrés, mais que « les habitants du village de Zabarmari ont dit que beaucoup d’autres corps pourraient toujours se trouver dans la rizière ». 

## Responsabilités
Le communiqué de l'ONU ne fait pas mention du groupe responsable du massacre. Babakura Kolo, le responsable d'un groupe d'autodéfense pro-gouvernemental local, attribue l'attaque à Boko Haram. Cependant le nom de « Boko Haram » est donné par les habitants du Nigeria à deux groupes distincts : le Groupe sunnite pour la prédication et le djihad et l'État islamique en Afrique de l'Ouest,. Selon Bulama Bukarti, analyste pour l'Afrique subsaharienne à l'Institut Tony Blair, le groupe affilié à l'État islamique est celui qui est le plus actif dans la zone de l'attaque. 
L'attaque est finalement revendiquée le 1er décembre par le Groupe sunnite pour la prédication et le djihad, dirigé par Abubakar Shekau,,,. Dans le document audio, Boko Haram accuse les paysans d'avoir dénoncé et remis aux forces de sécurité un de ses membres. 
Les agriculteurs, les pêcheurs ou les bûcherons sont régulièrement la cible d'attaques de la part des djihadistes, qui les accusent de transmettre des informations à l'armée ou de ne pas payer un « impôt ».

## Vidéographie
- [vidéo] "Les dernières attaques montrent le retour en puissance de Boko Haram au Nigeria", France 24, 15 décembre 2020.